# Heckler & Koch UMP
UMP (Universale Maschinenpistole, tysk for "Universal maskinpistol") er en maskinpistol udviklet og produceret af den tyske våbenproducent Heckler & Koch. UMP'en bliver benyttet af mange politistyrker.
| Våben | Spire Denne artikel om våben er en spire som bør udbygges. Du er velkommen til at hjælpe Wikipedia ved at udvide den. |